# Christian Wörns
Christian Wörns (ur. 10 maja 1972 w Mannheimie) – niemiecki piłkarz występujący na pozycji obrońcy.

## Kariera klubowa
Christian Wörns treningi rozpoczął w wieku 8 lat w klubie Phönix Mannheim. W 1985 roku przeszedł do juniorów zespołu Waldhof Mannheim. W 1989 roku został włączony do jego pierwszej drużyny, grającej w Bundeslidze. W tych rozgrywkach zadebiutował 9 września 1989 roku w przegranym 0:1 meczu z FC St. Pauli. W debiutanckim sezonie 1989/1990 rozegrał łącznie osiemnaście spotkań. W 1990 roku spadł z klubem do 2. Bundesligi. Przez 2 lata w barwach Waldhofu rozegrał 52 ligowe spotkania i zdobył 2 bramki.
W 1991 roku Wörns odszedł do Bayeru 04 Leverkusen z Bundesligi. Pierwszy ligowy mecz zaliczył tam 2 sierpnia 1991 roku przeciwko Borussii Mönchengladbach (1:0). 27 listopada 1992 roku w 3:1 pojedynku z Wattenscheid strzelił pierwszego gola w Bundeslidze. W 1993 roku zdobył z klubem Puchar Niemiec. W 1997 roku wywalczył z nim wicemistrzostwo Niemiec. W Bayerze występował przez 7 lat.
W 1998 roku Wörns przeszedł do francuskiego Paris Saint-Germain. Spędził tam rok. W 1999 roku powrócił do Niemiec, gdzie został zawodnikiem Borussii Dortmund (Bundesliga). Zadebiutował tam 14 sierpnia 1999 roku w przegranym 0:1 ligowym spotkaniu z 1. FC Kaiserslautern. W 2002 roku zdobył z klubem mistrzostwo Niemiec. W tym samym roku dotarł z nim także do finału Pucharu UEFA, gdzie Borussia uległa jednak 2:3 Feyenoordowi. W 2003 roku Wörns wystąpił z zespołem w finale Pucharu Ligi Niemieckiej, gdzie Borussia przegrała jednak 2:4 z Hamburgerem SV. W 2008 roku dotarł z zespołem do finału Pucharu Niemiec, w którym został z nim pokonany przez Bayern Monachium. W tym samym roku zakończył karierę.

## Kariera reprezentacyjna
W latach 1990–1993 w reprezentacji Niemiec U-21 Wörns zagrał 16 razy i zdobył 1 bramkę. W seniorskiej kadrze Niemiec zadebiutował 22 kwietnia 1992 roku w zremisowanym 1:1 towarzyskim meczu z Czechosłowacją. W tym samym roku został powołany do kadry na Mistrzostwa Europy. Nie wystąpił na nich ani razu, a Niemcy zajęli w turnieju 2. miejsce.
W 1998 roku Wörns był uczestnikiem Mistrzostw Świata. Zagrał na nich w pojedynkach ze Stanami Zjednoczonymi (2:0), Jugosławią (2:2), Iranem (2:0), Meksykiem (2:1) i Chorwacją (0:3). Tamten mundial zespół Niemiec zakończył na ćwierćfinale.
W 1999 roku Wörns wziął udział w Pucharze Konfederacji. Zagrał na nim we wszystkich spotkaniach swojej drużyny: z Brazylią (0:4), Nową Zelandią (2:0) oraz ze Stanami Zjednoczonymi (0:2). Niemcy odpadli z tamtego turnieju po fazie grupowej.
W 2004 roku Wörns znalazł się w kadrze na Mistrzostwa Europy. Wystąpił na nich w meczach z Holandią (1:1), Łotwą (0:0) i Czechami (1:2). Z tamtego Euro Niemcy odpadli po fazie grupowej.
W latach 1992–2005 w drużynie narodowej rozegrał w sumie 66 spotkań. Z reprezentacji został wyrzucony z powodu krytyki poczynań selekcjonera kadry Jürgena Klinsmanna, co było przyczyną niepowołania go do kadry na Mistrzostwa Świata 2006.